# Шањи (Ардени)
Шањи (фр. Chagny) насеље је и општина у североисточној Француској у региону Шампањ-Арден, у департману Ардени која припада префектури Шарлвил Мезјер.
По подацима из 2011. године у општини је живело 182 становника, а густина насељености је износила 13,63 становника/km². Општина се простире на површини од 13,35 km². Налази се на средњој надморској висини од 185 метара.

## Демографија
| 1962. | 1968. | 1975. | 1982. | 1990. | 1999. | 2011. |
| ----- | ----- | ----- | ----- | ----- | ----- | ----- |
| 161   | 173   | 130   | 127   | 128   | 131   | 182   |

График промене броја становника у току последњих година